# Fort-de-France
Fort-de-France – stolica francuskiego departamentu zamorskiego Martyniki, położona na zachodnim wybrzeżu wyspy nad zatoką Fort-de-France. Ludność miasta 89,79 tys. (2007), a całego zespołu miejskiego 132,98 tys. (2007). 
XVII-wieczne, francuskie osadnictwo na wyspie koncentrowało się na jej zachodnim, karaibskim wybrzeżu. Jedną z głównych osad było założone w 1672 Fort-Royal, dzisiejsze Fort-de-France. Fort, założony u wejścia do największej zatoki wyspy, stanowił doskonałe stanowisko obrony, zarówno przeciwko miejscowym ludom karaibskim, jak i kolonistom holenderskim i angielskim. 
Położenie miasta nie miało jednak wyłącznie zalet. Otoczenie bagnami sprzyjało rozwojowi malarii. W XIX wieku dołączyły do tego inne klęski żywiołowe: trzęsienie ziemi 11 stycznia 1839, wielki pożar miasta 22 czerwca 1890 i huragan z 18 sierpnia 1891. Fort-de-France przez cały ten okres stanowiło jednak główny ośrodek administracyjny i militarny Martyniki. Mimo to nie rozwijało się tak szybko jak położone bardziej na północ Saint-Pierre, główny ośrodek handlowy wyspy. Dopiero całkowite zniszczenia Saint-Pierre podczas wybuchu Montagne Pelée 8 maja 1902 dało szansę do szybszego rozwoju stolicy terytorium.
W 1894 miasto zamieszkiwało 16 tys. osób, w 1936 – 52 tys., 1946 – 66 tys., a w 2007 – 89,8 tys., co stanowiło 22,6% ludności całej wyspy.
Fort-de-France jest głównym ośrodkiem gospodarczym i portem morskim wyspy. Rozwinął się tutaj zwłaszcza przemysł spożywczy, w postaci cukrowni i destylarni rumu. W mieście znajduje się też jedna z głównych wojskowych baz morskich Francji na Karaibach.
Miasto rozwija się również jako ośrodek turystyczny. Główną atrakcją turystyczną są trzy forty z XVIII i XIX w.: Desaix, Tartenson i Gerbault. Często odwiedzany przez turystów jest również pomnik Joséphine de Beauharnais, żony Napoleona, urodzonej na Martynice, w posiadłości w okolicach dzisiejszego miasta Trois-Îlets po drugiej stronie zatoki. Pomnik stoi w parku miejskim La Savane, który obecnie znajduje się w likwidacji (na jego miejscu ma powstać nowoczesne centrum handlowe).
2  kwietnia 1959 roku zakończył się tu rejs Chatki Puchatków - szalupy, którą dwaj polscy żeglarze pokonali Atlantyk.